# ARFU Asian Rugby Championship 2006/07
Die ARFU Asian Rugby Championship 2006/07 war ein Wettbewerb für asiatische Nationalmannschaften in der Sportart Rugby Union. Es handelte sich um die 20. Ausgabe der vom Verband Asian Rugby Football Union (ARFU) organisierten Rugby-Union-Asienmeisterschaft. Beteiligt waren zwölf Mannschaften, die in drei Divisionen gegeneinander antraten. Japan gewann zum 15. Mal den Asienmeistertitel. Das Turnier der ersten Division fand 2006 in Hongkong statt und diente gleichzeitig als Qualifikation für die Weltmeisterschaften 2007. Die Turniere der zweiten und dritten Division wurden ein Jahr später in Colombo ausgetragen.

## Division 1
|    | Land     | Spiele | Siege | Unent. | Ndlg. | Spiel- punkte | Diff. | Tabellen- punkte |
| -- | -------- | ------ | ----- | ------ | ----- | ------------- | ----- | ---------------- |
| 1. | Japan    | 2      | 2     | 0      | 0     | 106:3         | + 103 | 4                |
| 2. | Südkorea | 2      | 1     | 0      | 1     | 23:59         | − 36  | 2                |
| 3. | Hongkong | 2      | 0     | 0      | 2     | 8:75          | − 67  | 0                |

| 19. November 2006 | Japan | 52 : 3 | Hongkong | Hong Kong Football Club Stadium, Hongkong |
| 19. November 2006 |       |        |          | Hong Kong Football Club Stadium, Hongkong |

| 22. November 2006 | Südkorea | 23 : 5 | Hongkong | Hong Kong Football Club Stadium, Hongkong |
| 22. November 2006 |          |        |          | Hong Kong Football Club Stadium, Hongkong |

| 25. November 2006 | Japan | 54 : 0 | Südkorea | Hong Kong Football Club Stadium, Hongkong |
| 25. November 2006 |       |        |          | Hong Kong Football Club Stadium, Hongkong |

## Division 2

### Gruppe A
|    | Land      | Spiele | Siege | Unent. | Ndlg. | Spiel- punkte | Diff. | Tabellen- punkte |
| -- | --------- | ------ | ----- | ------ | ----- | ------------- | ----- | ---------------- |
| 1. | Sri Lanka | 2      | 2     | 0      | 0     | 103:13        | + 90  | 4                |
| 2. | VR China  | 2      | 1     | 0      | 1     | 66:32         | + 34  | 2                |
| 3. | Malaysia  | 2      | 0     | 0      | 2     | 9:133         | − 124 | 0                |

| 3. November 2007 | Sri Lanka | 26 : 10 | VR China | Longden Place, Colombo |
| 3. November 2007 |           |         |          | Longden Place, Colombo |

| 5. November 2007 | VR China | 56 : 6 | Malaysia | Longden Place, Colombo |
| 5. November 2007 |          |        |          | Longden Place, Colombo |

| 7. November 2007 | Sri Lanka | 77 : 3 | Malaysia | Longden Place, Colombo |
| 7. November 2007 |           |        |          | Longden Place, Colombo |

### Gruppe B
|    | Land       | Spiele | Siege | Unent. | Ndlg. | Spiel- punkte | Diff. | Tabellen- punkte |
| -- | ---------- | ------ | ----- | ------ | ----- | ------------- | ----- | ---------------- |
| 1. | Kasachstan | 2      | 2     | 0      | 0     | 98:21         | + 77  | 4                |
| 2. | Taiwan     | 2      | 1     | 0      | 1     | 27:45         | − 18  | 2                |
| 3. | Thailand   | 2      | 0     | 0      | 2     | 37:96         | − 59  | 0                |

| 3. November 2007 | Kasachstan | 69 : 21 | Thailand | Longden Place, Colombo |
| 3. November 2007 |            |         |          | Longden Place, Colombo |

| 5. November 2007 | Taiwan | 27 : 16 | Thailand | Longden Place, Colombo |
| 5. November 2007 |        |         |          | Longden Place, Colombo |

| 7. November 2007 | Kasachstan | 29 : 0 | Taiwan | Longden Place, Colombo |
| 7. November 2007 |            |        |        | Longden Place, Colombo |

### Platzierungsspiele
Spiel um Platz 5
| 10. November 2007 | Thailand | 44 : 7 | Malaysia | Longden Place, Colombo |
| 10. November 2007 |          |        |          | Longden Place, Colombo |

Spiel um Platz 3
| 10. November 2007 | VR China | 28 : 22 | Taiwan | Longden Place, Colombo |
| 10. November 2007 |          |         |        | Longden Place, Colombo |

Spiel um Platz 1
| 10. November 2007 | Kasachstan | 24 : 17 | Sri Lanka | Longden Place, Colombo |
| 10. November 2007 |            |         |           | Longden Place, Colombo |

## Division 3
|    | Land     | Spiele | Siege | Unent. | Ndlg. | Spiel- punkte | Diff. | Tabellen- punkte |
| -- | -------- | ------ | ----- | ------ | ----- | ------------- | ----- | ---------------- |
| 1. | Iran     | 2      | 2     | 0      | 0     | 71:10         | + 61  | 4                |
| 2. | Indien   | 2      | 1     | 0      | 1     | 26:39         | − 13  | 2                |
| 3. | Pakistan | 2      | 0     | 0      | 2     | 3:51          | − 48  | 0                |

| 4. November 2007 | Indien | 19 : 0 | Pakistan | Longden Place, Colombo |
| 4. November 2007 |        |        |          | Longden Place, Colombo |

| 6. November 2007 | Iran | 32 : 3 | Pakistan | Longden Place, Colombo |
| 6. November 2007 |      |        |          | Longden Place, Colombo |

| 8. November 2007 | Iran | 39 : 7 | Indien | Longden Place, Colombo |
| 8. November 2007 |      |        |        | Longden Place, Colombo |